# Boulton Paul P.32
Boulton & Paul P.32 là một loại máy bay ném bom hai tầng cánh ba động cơ của Anh.

## Tính năng kỹ chiến thuật
Dữ liệu lấy từ Brew 1993, tr. 207
Đặc điểm tổng quát
- Kíp lái: 4/5
- Chiều dài: 69 ft 0 in (21,03 m)
- Sải cánh: 100 ft 0 in (30,48 m)
- Chiều cao: 21 ft 0 in (6,4 m)
- Trọng lượng có tải: 22.700 lb (10.297 kg)
- Động cơ: 3 × Bristol Jupiter XFBM, 575 hp (429 kW) mỗi chiếc

Vũ khí trang bị
- 3× súng máy Lewis
- 4× quả bom 550 lb (250 kg) hoặc 520 lb (236 kg) hoặc 6× quả 250 lb (113 kg)
- 6× quả bom 120 lb (54 kg)

Máy bay tương tự
- de Havilland DH.72